# Samostan Mar Sarkis
V Ehdenu v Libanonu je Mar Sarkis samostan reda antoninov. Stoji v okrožju Zgharta v Severnem governoratu, v dolini Qozhaya. Gleda na Ehden, Kfarsghab, Bane in Hadath El Jebbeh. Zaradi svoje izjemne lege, ki obvladuje dolino na nadmorski višini 1500 metrov, se samostan imenuje Budno oko Kadiše.
Posvečen je svetima Sergiju in Bakhu (grško Σέργιος & Βάκχος). Ime Ras Al Nahr pomeni vrh reke, saj je v bližini izvira Mar Sarkis, glavnega prispevka k reki Qlaynsieh, ki bo po združitvi z reko Qannoubine blizu Tripolija oblikovala reko Abou Ali.

## Zgodovina
Prva cerkev svetnikov Sarkisa in Bakha je bila zgrajena sredi 8. stoletja našega štetja na ruševinah kanaanskega templja, posvečenega božanstvu poljedelstva. Poleg nje je bila leta 1198 zgrajena še ena cerkev, posvečena naši Gospe. Več stavb je bilo dodanih od leta 1404 do 1690, ko je patriarh Estefhan El Douaihy obnovil del stavb.
Zanimivo je vedeti, da:
- je bil samostan od leta 1473 do 1739 škofovski sedež v Ehdenu,
- je francoski puščavnik François de Chasteuil živel v tem samostanu, preden se je leta 1643 preselil v samostan Mar Eliša Bšari,
- je bil patriarh Estefhan El Douaihy (1670-1704) v tem samostanu 25. marca 1656 posvečen v duhovnika.

Samostan je pripadal družini Douaihy, katere duhovniki in škofje so prebivali v njem ter plačevali vse davke in vzdrževanje. 1. septembra 1739 je bil samostan predan maronitskemu redu antoninov, ki je od takrat razširil in izboljšal njegove stavbe in posest.
Leta 1854 je maronitski red antoninov ustanovil samostan Mar Sarkis, Zgharta, da bi menihom Mar Sarkisa omogočil preživeti zime stran od strogega gorskega podnebja. Leta 1938 sta bili meniški skupnosti Ehden in Zgharta združeni.